# Однопёрые скаты
Однопёрые скаты (лат. Arhynchobatinae) — подсемейство скатов семейства ромбовых отряда скатообразных, ранее выделяемое в самостоятельное семейство Arhynchobatidae. Это хрящевые рыбы, ведущие донный образ жизни, с крупными, уплощёнными грудными плавниками в форме ромба и выступающим рылом. Рот поперечный или выгнут в виде арки. На вентральной стороне диска расположены 5 жаберных щелей, ноздри и рот. На тонком хвосте имеются латеральные складки. У этих скатов 2 редуцированных спинных плавника и редуцированный хвостовой плавник. Электрические органы слабые, образованы развившимися хвостовыми мускулами. У большинства видов кожа покрыта колючками, которые зачастую выстроены в ряд вдоль позвоночника. 
Эти скаты обитают во всех океанах от Арктики до Антарктики, встречаются как на мелководье, так и в абиссальной зоне на глубине свыше 2900 м. Некоторые виды заплывают в солоноватые воды. Максимальная зарегистрированная длина 342 см. Откладывают яйца, заключённые в четырёхконечную роговую капсулу. Вероятно, предки Arhynchobatinae размножались живорождением. 
Название подсемейства происходит слов греч. ρύγχος — «рыло», лат. batis — «скат» и отрицательной приставки «a». 

## Классификация
В настоящее время к подсемейству относят 13 родов:
- Arhynchobatis Waite, 1909 — Однопёрые скаты (род)[6]
- Atlantoraja Menni, 1972
- Bathyraja Ishiyama, 1958 — Глубоководные скаты[6]
- Brochiraja Last & McEachran, 2006
- Insentiraja  Yearsley & Last, 1992
- Irolita Whitley, 1931
- Notoraja  Ishiyama, 1958
- Pavoraja Günther, 1880
- Psammobatis Günther, 1870 — Песчаные скаты
- Pseudoraja Bigelow & Schroeder, 1954
- Rhinoraja Ishiyama, 1952
- Rioraja Whitley, 1939
- Sympterygia Müller & Henle, 1837 — Слитнопёрые скаты